# Lophiostoma inquinans
Lophiostoma inquinans är en svampart som tillhör divisionen sporsäcksvampar, och som först beskrevs av Rehm, och fick sitt nu gällande namn av Ove Erik Eriksson. Lophiostoma inquinans ingår i släktet Lophiostoma, och familjen Lophiostomataceae. Arten är reproducerande i Sverige.